# Tjelvar
Tjelvar er en mytisk figur i Gutersagaen, hvor han beskrives som den første person, som kom til Gotland og bragte ild med på øen. Før hans ankomst sank øen hver dag i havet og steg op igen om natten. Tjelvars søn Havde (Hafþi) og hans kone Hvidestjerne (Huítastierna) kom til at blive gutners/gotlændigers forfædre. Ifølge legenden blev han efter hans død begravet i en skibssætning ved navn Tjelvars grav i det østlige Gotland. Det antages, at Tjelvar ville være identisk med Tjalve, som var tjener for tordenguden Tor, som også er forbundet med ild.